# Comté de Jeff Davis (Texas)
Pour les articles homonymes, voir Comté de Jeff Davis.
Le comté de Jeff Davis, en anglais : Jeff Davis County, est un comté situé dans l'ouest de l'État du Texas aux États-Unis. Fondé le 15 mars 1887, son siège de comté est la census-designated place de Fort Davis. Selon le recensement des États-Unis de 2020, sa population est de 1 996 habitants. Le comté a une superficie de 5 865,3 km2, dont la presque totalité en surfaces terrestres. Il est nommé en l'honneur de Jefferson Davis, le président des États confédérés d'Amérique.

## Organisation du comté
Le comté est créé le 15 mars 1887, à partir de terres du comté de Presidio. Il est définitivement organisé et autonome le 1er juin 1887. 
Le comté est nommé en référence à Jefferson Davis, président des États confédérés pendant la guerre de Sécession.

## Comtés adjacents
| Comté de Hudspeth | Comté de Reeves, Comté de Culberson |                   |
|                   | comté de Jeff Davis                 | Comté de Pecos    |
| Comté de Presidio |                                     | Comté de Brewster |

## Démographie
Lors du recensement de 2010, le comté comptait une population de 2 342 habitants. Elle est estimée, en 2018, à 2 252 habitants,.

Pyramide des âges du comté de Jeff Davis (2000).

| Groupe                           | Comté de Jeff Davis | Texas | États-Unis |
| -------------------------------- | ------------------- | ----- | ---------- |
| Blancs                           | 90,2                | 70,4  | 72,4       |
| Autres                           | 6,0                 | 10,6  | 6,4        |
| Afro-Américains                  | 1,0                 | 11,9  | 12,6       |
| Asiatiques                       | 0,1                 | 3,8   | 4,8        |
| Métis                            | 2,1                 | 2,7   | 2,9        |
| Amérindiens                      | 0,6                 | 0,7   | 0,9        |
| Total                            | 100                 | 100   | 100        |
|                                  |                     |       |            |
| Hispaniques et Latino-Américains | 33,7                | 37,6  | 16,7       |

Selon l'American Community Survey, en 2010, 65,28 % de la population âgée de plus de 5 ans déclare parler l'anglais à la maison, 33,78 % déclare parler l'espagnol, 0,67 % l'allemand et 0,26 % une autre langue.